# Chaerea
Chaerea is een monotypisch geslacht van spinnen uit de  familie van de Dictynidae (kaardertjes).

## Soort
- Chaerea maritimus Simon, 1884